# Портрет Фёдора Евстафьевича Книпера
«Портрет Фёдора Евстафьевича Книпера» — картина Джорджа Доу и его мастерской, из Военной галереи Зимнего дворца.
Картина представляет собой погрудный портрет генерал-майора Фёдора Евстафьевича Книпера из состава Военной галереи Зимнего дворца.
К началу Отечественной войны 1812 года полковник Книпер был шефом 2-го егерского полка и командовал 3-й бригадой 21-й пехотной дивизии, во Втором сражении при Полоцке был ранен и вынужден был оставить армию. Вернулся в строй осенью 1813 года и во время Заграничных походов 1813 и 1814 годов сражался в Саксонии, за боевые отличия был произведён в генерал-майоры. После Битвы народов был переброшен на север Европы и освобождал от французов Голландию и Бельгию, захватил Роттердам и Амстердам, затем был начальником Льежской области.
Изображён в генеральском мундире, введённом для пехотных генералов 7 мая 1817 года. На шее кресты орденов Св. Владимира 3-й степени и Св. Анны 2-й степени; справа на груди крест ордена Св. Георгия 4-го класса, серебряная медаль «В память Отечественной войны 1812 года» на Андреевской ленте и бронзовая дворянская медаль «В память Отечественной войны 1812 года» на Владимирской ленте. Справа на фоне ниже эполета подпись художника (в две строки): painted from nature by Geo Dawe RA. Подпись на раме: Ѳ. Е. Книперъ 1й, Ген. Маiоръ.
7 августа 1820 года Комитетом Главного штаба по аттестации Книпер был включён в список «генералов, заслуживающих быть написанными в галерею» и 17 октября 1822 года император Александр I приказал написать его портрет. Сам Книпер в это время состоял витебским комендантом, и в конце лета 1824 года приезжал в Санкт-Петербург, где и состоялась его встреча с художником. Гонорар Доу был выплачен 29 декабря 1824 года. Готовый портрет поступил в Эрмитаж 7 сентября 1825 года.